# Sphaerosyllis gravinae
Sphaerosyllis gravinae är en ringmaskart som beskrevs av Somaschini och San Martín 1994. Sphaerosyllis gravinae ingår i släktet Sphaerosyllis och familjen Syllidae. Inga underarter finns listade i Catalogue of Life.